# Scherma ai Giochi della XXXII Olimpiade
I tornei olimpici di scherma ai Giochi della XXXII Olimpiade si sono svolti tra il 24 luglio e il 1º agosto 2021 al Makuhari Messe. Il programma prevedeva per la prima volta 12 eventi, di cui 6 individuali e 6 a squadre. Delle tre specialità della scherma (fioretto, sciabola e spada) si sono disputati un torneo individuale e uno a squadre. Sono ritornati, pertanto, dopo che erano assenti ai Giochi olimpici di Rio del 2016, i tornei a squadre della sciabola maschile e del fioretto femminile.

## Qualificazioni
Per la scelta degli atleti qualificati si è prenderanno in considerazione principalmente il ranking mondiale stilato dalla Federazione internazionale della scherma (FIE) al 4 aprile 2020, con ulteriori posti contesi in quattro diversi tornei qualificatori.

## Calendario
| Uomini | Sciabola | Spada    | Fioretto |                 | Sciabola a squadre |                    | Spada a squadre |                    | Fioretto a squadre | 6  |
| Donne  | Spada    | Fioretto | Sciabola | Spada a squadre |                    | Fioretto a squadre |                 | Sciabola a squadre |                    | 6  |
| Totale | 2        | 2        | 2        | 1               | 1                  | 1                  | 1               | 1                  | 1                  | 12 |

|  | Finali |

## Podi

### Uomini
| Evento                          | Oro                                                               | Argento                                                              | Bronzo                                                                  |
| Spada                           |                                                                   |                                                                      |                                                                         |
| Spada individuale (dettagli)    | Romain Cannone                                                    | Gergely Siklósi                                                      | Ihor Rejzlin                                                            |
| Spada a squadre (dettagli)      | Giappone Masaru Yamada Koki Kano Satoru Uyama Kazuyasu Minobe     | ROC Sergey Bida Nikita Glazkov Pavel Sukhov Sergej Chodos            | Corea del Sud Kweon Young-jun Ma Se-geon Park Sang-young Song Jaeho     |
| Fioretto                        |                                                                   |                                                                      |                                                                         |
| Fioretto individuale (dettagli) | Cheung Ka Long                                                    | Daniele Garozzo                                                      | Alexander Choupenitch                                                   |
| Fioretto a squadre (dettagli)   | Francia Julien Mertine Enzo Lefort Erwann Le Péchoux Maxime Pauty | ROC Timur Safin Vladislav Myl'nikov Kirill Borodačëv Anton Borodačëv | Stati Uniti Alexander Massialas Gerek Meinhardt Nick Itkin Race Imboden |
| Sciabola                        |                                                                   |                                                                      |                                                                         |
| Sciabola individuale (dettagli) | Áron Szilágyi                                                     | Luigi Samele                                                         | Kim Jung-hwan                                                           |
| Sciabola a squadre (dettagli)   | Corea del Sud Oh Sang-uk Kim Jun-ho Kim Jung-hwan Gu Bon-gil      | Italia Enrico Berrè Luca Curatoli Luigi Samele Aldo Montano          | Ungheria Tamás Decsi András Szatmári Áron Szilágyi Csanád Gémesi        |

### Donne
| Evento                          | Oro                                                                            | Argento                                                           | Bronzo                                                                  |
| Spada                           |                                                                                |                                                                   |                                                                         |
| Spada individuale (dettagli)    | Sun Yiwen                                                                      | Ana Maria Popescu                                                 | Katrina Lehis                                                           |
| Spada a squadre (dettagli)      | Estonia Julia Beljajeva Irina Embrich Erika Kirpu Katrina Lehis                | Corea del Sud Lee Hye-in Kang Young-mi Choi In-jeong Song Se-ra   | Italia Rossella Fiamingo Federica Isola Mara Navarria Alberta Santuccio |
| Fioretto                        |                                                                                |                                                                   |                                                                         |
| Fioretto individuale (dettagli) | Lee Kiefer                                                                     | Inna Deriglazova                                                  | Larisa Korobejnikova                                                    |
| Fioretto a squadre (dettagli)   | ROC Inna Deriglazova Adelina Zagidullina Larisa Korobejnikova Marta Martyanova | Francia Anita Blaze Astrid Guyart Pauline Ranvier Ysaora Thibus   | Italia Martina Batini Alice Volpi Arianna Errigo Erica Cipressa         |
| Sciabola                        |                                                                                |                                                                   |                                                                         |
| Sciabola individuale (dettagli) | Sofija Pozdnjakova                                                             | Sof'ja Velikaja                                                   | Manon Brunet                                                            |
| Sciabola a squadre (dettagli)   | ROC Ol'ga Nikitina Sofija Pozdnjakova Sof'ja Velikaja Svetlana Ševelëva        | Francia Cécilia Berder Manon Brunet Charlotte Lembach Sara Balzer | Corea del Sud Kim Ji-yeon Yoon Ji-su Seo Ji-yeon Choi Soo-yeon          |

## Medagliere
| Pos.   | Paese         | Oro | Argento | Bronzo | Totale |
| ------ | ------------- | --- | ------- | ------ | ------ |
| 1      | ROC           | 3   | 4       | 1      | 8      |
| 2      | Francia       | 2   | 2       | 1      | 5      |
| 3      | Corea del Sud | 1   | 1       | 3      | 5      |
| 4      | Ungheria      | 1   | 1       | 1      | 3      |
| 5      | Estonia       | 1   | 0       | 1      | 2      |
| 5      | Stati Uniti   | 1   | 0       | 1      | 2      |
| 7      | Cina          | 1   | 0       | 0      | 1      |
| 7      | Giappone      | 1   | 0       | 0      | 1      |
| 7      | Hong Kong     | 1   | 0       | 0      | 1      |
| 10     | Italia        | 0   | 3       | 2      | 5      |
| 11     | Romania       | 0   | 1       | 0      | 1      |
| 12     | Rep. Ceca     | 0   | 0       | 1      | 1      |
| 12     | Ucraina       | 0   | 0       | 1      | 1      |
| Totale | Totale        | 12  | 12      | 12     | 36     |